# Église de Koskenpää
L'église de Koskenpää (finnois : Koskenpään kirkko) est une église luthérienne  située dans le quartier de Koskenpää à Jämsä en Finlande. 

## Présentation
Le retable intitulé Jésus bénit les enfants est peint en 1911 par  Aukust Koivisto. 
L'orgue à 12 jeux est fabriqué en 1962 par la fabrique d'orgues de Kangasala.